# أول العامرية (حي)
حي أول العامرية هو أحد أحياء مدينة الإسكندرية في مصر، أنشأ بقرار وزير الحكم المحلي رقم 767 لسنة 1982، بلغ عدد سكانه في 1 يوليو 2017 حوالي 476271 نسمة مُقسمين إلى 247876 ذكور، و228395 إناث، وينقسم إداريًا إلى قسم واحد يضم سبعة شياخات هو قسم أول العامرية، يحده من الشمال البحر الأبيض المتوسط وبحيرة مريوط، ومن الشرق محافظة البحيرة، ومن الغرب حي ثان العامرية ومركز برج العرب، ومن الجنوب محافظة البحيرة، ومن أهم المناطق السكنية بالحي سيدي كرير، مشارف العامرية الجديدة، مرغم، وزاوية عبد القادر.

## التقسيم الإداري
ينقسم حي أول العامرية إداريًا إلى قسم واحد يضم سبعة شياخات كالتالي:

### قسم أول العامرية
يتكون من الشياخات التالية:
- شياخة العامرية شرق.
- شياخة العامرية غرب.
- شياخة زاوية عبد القادر.
- شياخة سيدي كرير.
- شياخة النهضة أول.
- شياخة النهضة ثان.
- شياخة مرغم.

## أهم المعالم
- مستشفى العامرية العام.
- منطقة النهضة الصناعية.
- منطقة مرغم الصناعية.[5]

## وصلات خارجية
- الصفحة الرسمية لحي أول العامرية على موقع فيس بوك